# Alinea lanceolata
Alinea lanceolata o eslizón de Barbados es una especie de escamosos de la familia Scincidae.

## Distribución geográfica
Es endémica de Barbados.

## Estado de conservación
Se encuentra amenazada por la pérdida de su hábitat natural.